# TiddlyWiki
TiddlyWiki — бесплатное веб-приложение, которое создает вики в одном HTML- документе с открытым исходным кодом. Создано в 2004 году Джереми Растоном.
Вики-концепция, заключающаяся в том, что весь вики-сайт представляет собой одну HTML-страницу, интерактивность которой обеспечивается скриптами. Вики-страница называется тидлером, образующим «наименьшие, семантически значимые компоненты».
Может быть основой для сайта а так же применяться в качестве персональной вики (глоссария, тезауруса, PIMа), или как средство повышения личной производительности согласно методу Getting Things Done.

## История
В сентябре 2004 года Джереми Растоном была выпущена первая версия TiddlyWiki.
С 2007 год исходный код был безвозмездно передан некоммерческой ассоциации UnaMesa.
В 2007 и 2008 годах TiddlyWiki был выбран одним из 100 лучших инструментов британским Центром технологий обучения и повышения квалификации.
TiddlyWiki — свободное веб-приложение и вики-движок, распространяемое на условиях лицензии BSD, которое представляет собой один HTML-файл с интерактивным интерфейсом, написанный на JavaScript. Проект создан Джереми Растоном в 2004 году и активно развивается сообществом.
С 2013 года развивается новая версия — TiddlyWiki5, построенная на HTML5, с модульной архитектурой, поддержкой Node.js, npm и Markdown. Поддерживается локальный и серверный режим работы, включая возможность работы как CLI-утилита, а также встроенного сервера. Исходный код доступен на GitHub.
Проект TiddlyWiki поддерживается UnaMesa — некоммерческой ассоциацией, позиционирующейся как посредник в распространении свободного ПО для школ, клиник и общественных организаций. UnaMesa распространяет TiddlyWiki под лицензией BSD в качестве уникального полностью редактируемого web-документа, а также средства демонстрации технологий вики и социальных сетей без необходимости сетевого соединения.
Исходный код был разработан Джереми Рустоном (Jeremy Ruston) из компании Osmosoft и безвозмездно передан ассоциации UnaMesa. Джереми Рустон сформулировал особенность TiddlyWiki так: 

TiddlyWiki подобна блогу, так как разделена на аккуратные маленькие кусочки, однако она поощряет вас читать их не столько последовательно, сколько следуя по гиперссылкам: если угодно, нечто вроде нелинейного блога, связывающего отдельные части микроконтента в единое целое. Я думаю, что TiddlyWiki представляет собой новаторское средство для письма, и создаст свой собственный, отличающийся от прочих письменный стиль. Оригинальный текст (англ.)A TiddlyWiki is like a blog because it's divided up into neat little chunks, but it encourages you to read it by hyperlinking rather than sequentially: if you like, a non-linear blog analogue that binds the individual microcontent items into a cohesive whole. I think that TiddlyWiki represents a novel medium for writing, and will promote it's own distinctive writing style.— http://www.tiddlywiki.com/firstversion.html#TiddlyWiki

## Последние обновления
- Добавлена поддержка новых тем, тёмной темы и улучшенных механизмов фильтрации.
- Встроенный экспорт в Markdown, JSON, PDF.
- Поддержка плагинов и модулей через npm-пакеты.
- Расширенная документация и форум поддержки сообщества.

## Хостинг и синхронизация
В новых версиях поддерживаются:
- WebDAV
- GitHub Pages
- TiddlyDesktop
- TiddlyGit — клиент для синхронизации с Git

## Примеры использования
TiddlyWiki активно используется в:
- персональном управлении знаниями (Zettelkasten);
- учебных пособиях и лекциях;
- простом веб-публикации без серверной инфраструктуры.

## Функциональность
- поддержка вики-разметки;[источник не указан 1837 дней]
- поддержка файлов отката (сохраняется в файле под отдельным именем);
- подключаемые модули, расширяющие функциональность. Каждый модуль представляет собой также (особую) заметку, обрабатываемую движком напрямую.[источник не указан 1837 дней]

### Особенности
- ориентированность на работу на локальном компьютере;[источник не указан 1837 дней]
- страниц в обычном понимании в TiddlyWiki нет. В качестве единиц содержимого используются заметки — небольшие порции текста, которые в процессе перемещения по ссылкам образуют ленту просмотра.[источник не указан 1837 дней]

### Достоинства
- простота установки, связанная с отсутствием серверной части и хранением данных в одном файле;[источник не указан 1837 дней]
- задание меток для заметок;
- возможность расширения возможностей за счёт расширений на JavaScript, добавляющие новые примитивы, как то: часы, календари и т. д., средства напоминания событий (расширение ReminderMacros);
- возможность временного отключения расширения сменой метки.
- использование в разметке макросов, позволяющих упорядочивать и агрегировать содержание из других заметок;
- единый подход к хранению подключаемых расширений и данных в виде заметок;
- наличие встроенных средств выборочного переноса данных и расширений из старого контейнера при обновлении версии;
- использования анимации при отображении и сокрытии заметок.[источник не указан 1837 дней]

### Недостатки
- повышенные требования к полномочиям выполняемых сценариев при правке (в частности, полномочия сохранения файла на диске);[источник не указан 1837 дней]

### Недостатки, решаемые
- хранение данных в одном файле требует передачи большого объёма данных при работе по сети;[источник не указан 1837 дней]
- возможность только локальной правки (существуют разновидности, способные работать и с сервером, и без);
- отсутствие разделения полномочий у пользователей (исправляется расширениями);[источник не указан 1837 дней]

## Разновидности
Имеется ряд ответвлений от проекта, позволяющих преодолеть некоторые его недостатки.

### Серверные приложения
Существенным развитием возможностей движка является включение возможности взаимодействия с сервером:
- TiddlyWeb (Python) и его социально-ориентированная версия TiddlySpace
- ccTiddly (PHP)
- PHPTiddlyWiki
- TiddlyCMS (PHP)
- giewiki (Python, Google App Engine SDK)

### Перевод на русский язык
Классическая версия: установить по инструкции этот официальный плагин.

### Прочее
- Twine — редактор текстовых игр и интерактивной литературы, изначально основанный на TiddlyWiki[15]
- MediaWikiUnplugged — разновидность TiddlyWiki с расширениями, обеспечивающими импорт/экспорт страниц с сайта на движке MediaWiki для использования их в TiddlyWiki локально.[источник не указан 1837 дней]
- TiddlySnip — интеграция TiddlyWiki с Firefox.[источник не указан 1837 дней]
- Лёгкая оболочка для Tiddly, написанная на C#[источник не указан 1837 дней]
- Wiki on a Stick (WoaS) — переработка интерфейса в сторону большей похожести на классические вики-движки, AES-защита содержимого. Весь движок был переписан с нуля.[источник не указан 1837 дней]

## Лицензирование
TiddlyWiki - это бесплатное программное обеспечение с открытым исходным кодом, распространяемое на условиях лицензии BSD. Копирайт находятся в доверительном управлении у UnaMesa.

## Иллюстрации

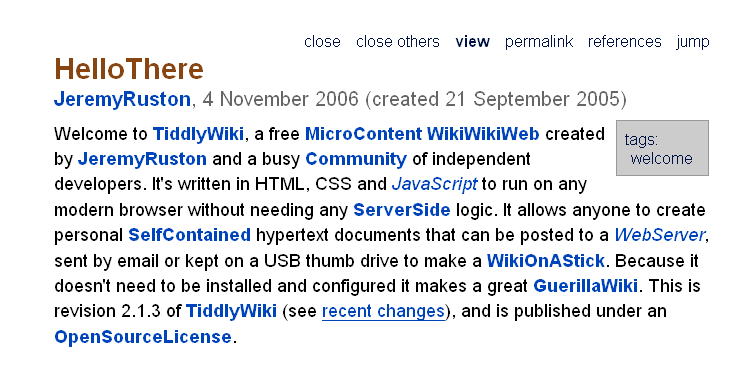
Образец тиддлера
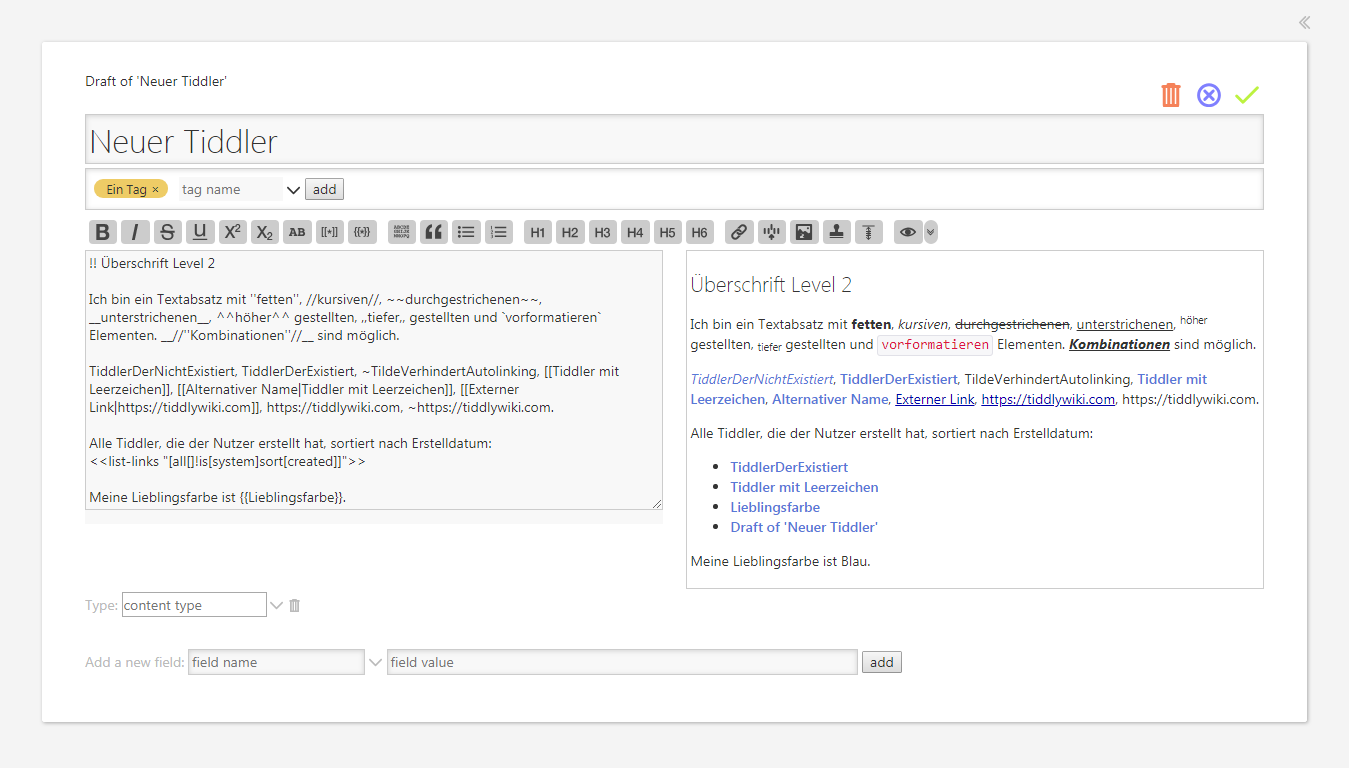
Пример работы с черновиком с открытым окном предварительного просмотра
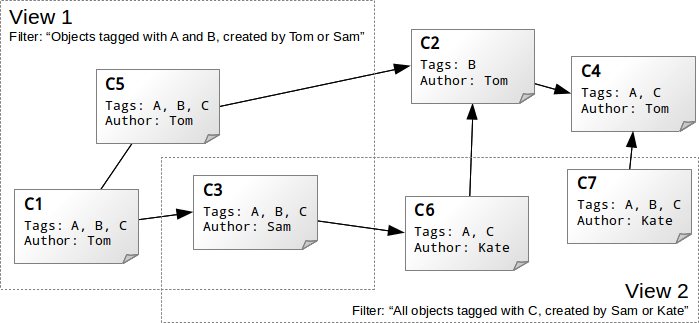
Упрощенная модель вики: работа фильтров
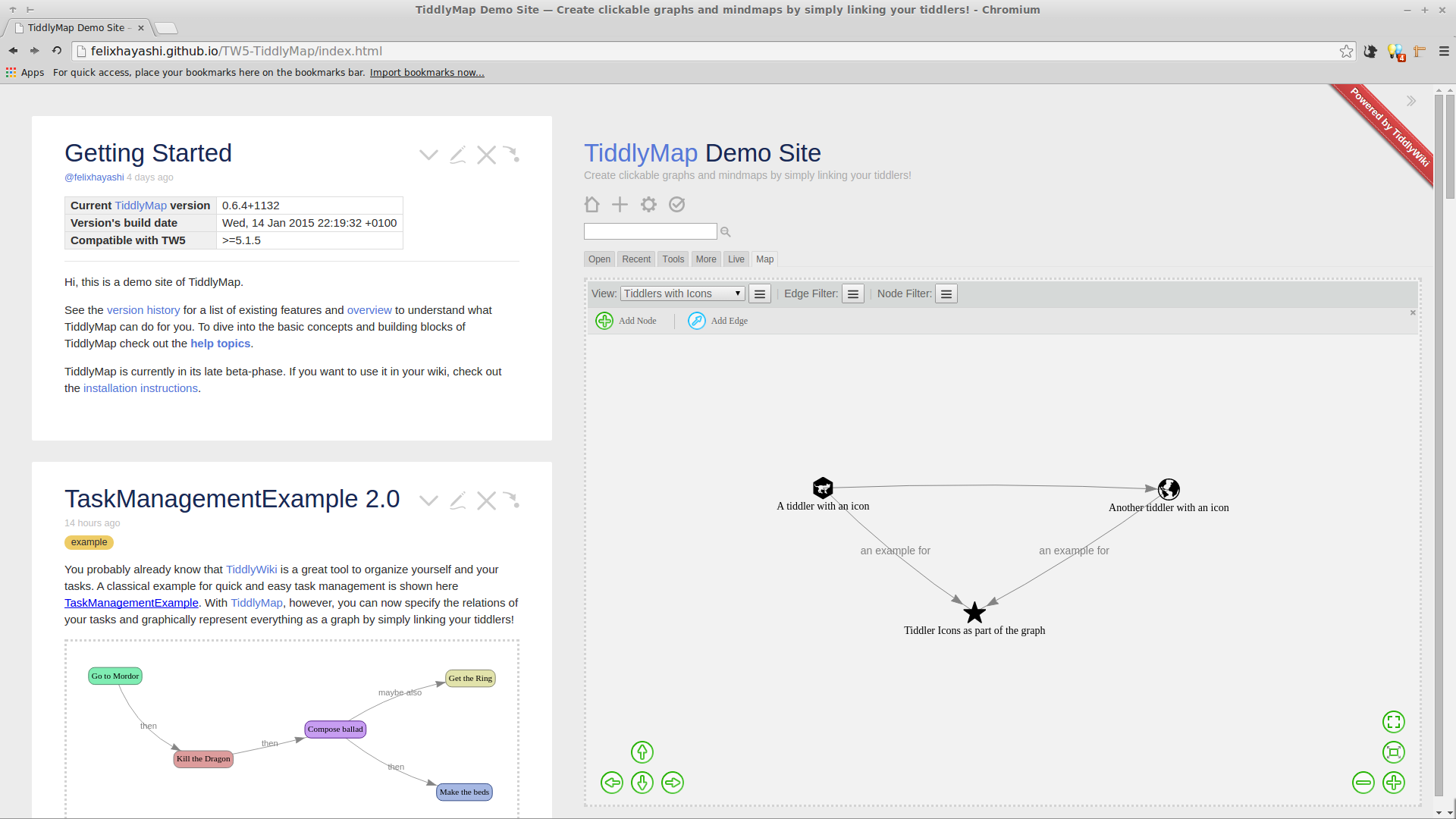
Демоверсия TiddlyMap
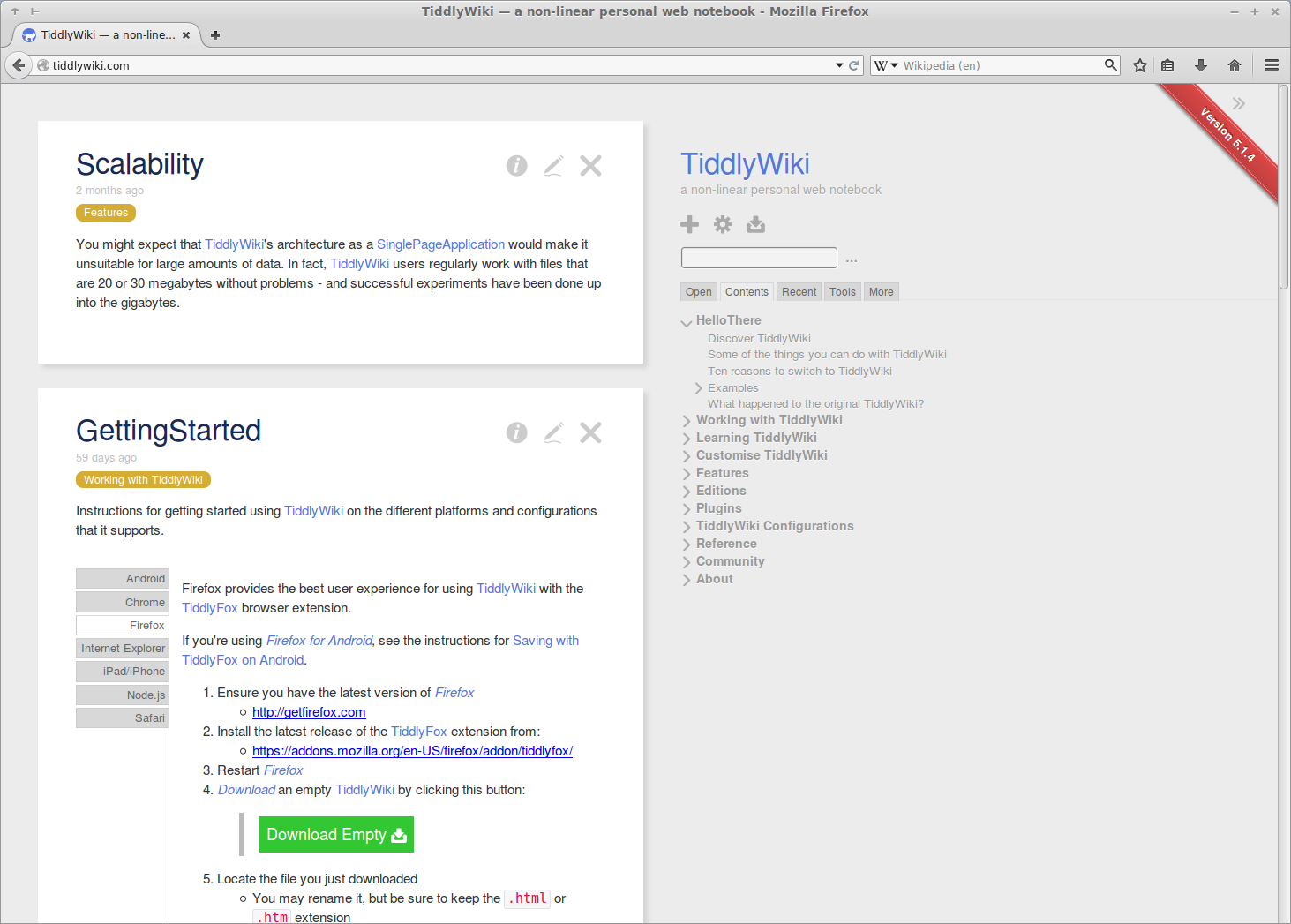
Вид стартовой страницы